# DAG 400
Koordinaten: 27° 22′ 10,2″ N, 16° 11′ 55,8″ O
Der Mondmeteorit Dar al-Gani 400 oder DAG 400 wurde am 10. März 1998 in der Dar al-Gani-Region in der Libyschen Sahara gefunden. Mit einem Gewicht von 1,425 Kilogramm war DAG 400 seinerzeit der größte bekannte Mondmeteorit. Seither wurden weltweit mehr als 60 schwerere Mondmeteoriten entdeckt.
Siehe auch: Liste von Meteoriten